# Acmaeodera knowltoni
Acmaeodera knowltoni  (лат.) — вид жуков-златок рода Acmaeodera из подсемейства Polycestinae (Acmaeoderini). Распространён в Новом Свете. Кормовым растением имаго являются Calochortus sp., Chrysothamnus nauseosus, Cirsium undulatum, Helianthus nuttallii, Mimulus guttatus, Penstemon cyanathus, Rhus trilobata, Senecio intergerrimus (Barr 1969:329), а у личинок — неизвестны.
Вид был впервые описан в 1969 году американским колеоптерологом Уильямом Барром (William F. Barr, University of Idaho, Moscow, США).